# Basma Al Eshosh
Basma Al Eshosh (20 november 1977) is een atleet uit Jordanië, die gespecialiseerd is in de 100 meter sprint. Haar persoonlijk record is 11.97 sec. 
Al Eshosh nam in 2004 deel aan de Olympische Zomerspelen van Athene op het onderdeel 100 meter sprint. In heat 5 van de eerste ronde (8 deelneemsters) eindigde zij met 12.09 sec als vijfde. 
- World Athletics: 14286022